# Nyai Gede Pinateh
Nyai Gede Pinateh, född okänt år, död efter 1500, var en javanesisk affärsidkare. Hon var fostermor till det javanesiska muslimska helgonet Sunan Giri (1442-?). 
Hon var född muslim och invandrade till Java, där hon etablerade sig som framstående i affärslivet. Sydöstasien var under denna tid välkänt för den starka ställning kvinnor hade inom affärslivet, eftersom affärer där ansågs vara kvinnors uppgift då män skulle placera sig ovanför ekonomiska transaktioner och det köpslagande sådant innebar, och samtida köpmän från andra delar av världen har lämnat många häpna uppgifter om detta. Däremot var det ovanligt att köpmän över huvud taget grundade något större affärsföretag i Sydostasien såvida de inte var utlänningar eller kungligheter, och de flesta sålde bara varor till kungligheters och utländska köpmäns representanter. Nyai Gede Pinateh var därför ändå ovanlig då hon tillhörde den minoritet affärskvinnor som skötte större affärsföretag, och hon har ofta utpekats i historien som det mest berömda exemplet på dessa kvinnor. Hon innehade positionen som shahbander (Hamnmästare) i Gresik på Java och sände sina handelsskepp till Bali, Maluku och Kambodja. 